# Денисенко Софія Никифорівна

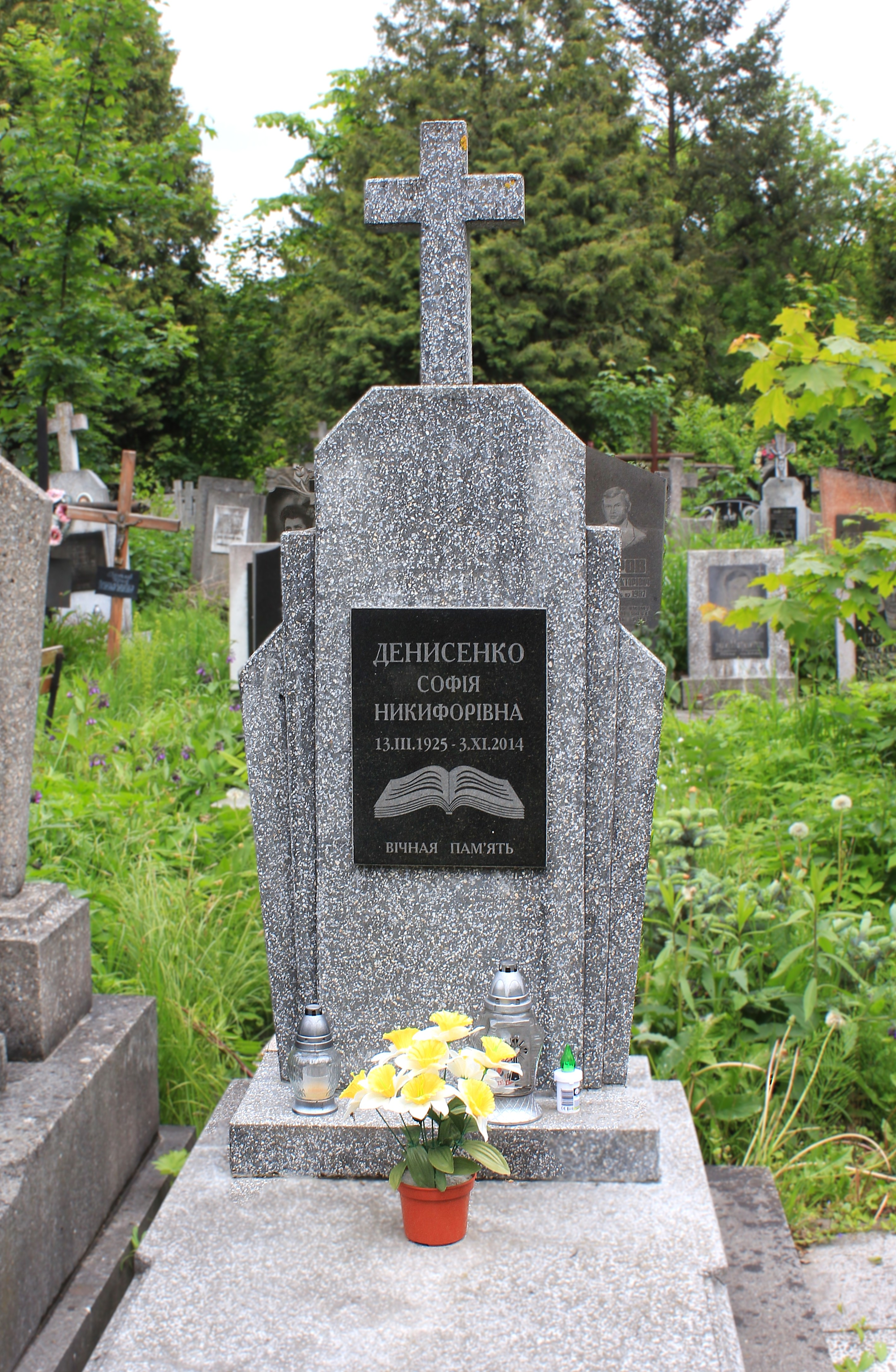
Надгробок Софії Денисенко (1925–2014) — доктора філологічних наук, професора ЛДУФК.

Софі́я Ники́форівна Денисе́нко (13 березня 1925, Ковердина Балка — 3 листопада 2014) — доктор філологічних наук, професор, кафедри іноземних мов Львівського державного університету фізичної культури.
Викладала німецьку мову.
- «Жінка року 1999»,
- «Хто є хто — 2000» номінації Американського Бібліографічного інституту.

Академією наук Вищої школи за наукові досягнення нагороджена медаллю Ярослава Мудрого, нагрудним знаком Софії Русової, також орденом Княгині Ольги ІІІ ступеня, відмінник освіти України, академік ВШ України.
Померла у Львові, похована на 32 полі Сихівського цвинтаря.

## Праці
- Денисенко С. Актуальне й потенційне в динаміці фразоутворення // УП Міжнародні семантичні читання у Прикарпатському державному університеті. — Івано-Франківськ, 2003. — С. 29 — 31.
- Денисенко С. Питання образності в сучасних фразеологічних дослідженнях // Ювілейна Міжнародна наукова конференція з функціональної лінгвістики. — Таврійський національний університет. Ялта, 2003. — С. 19 — 21.
- С. Н. Денисенко Навчальний посібник з німецької мови для тих, хто займається і цікавиться спортом — Львів, 2005. — 99 с.

Також написала: документально-публіцистичну повість «Тіні не забутих предків» — про знищення радянською владою українського села, Голодомор в Україні в 1932—1933 роках, розкуркулення й колективізацію — видання 2002 і 2005 роках.